# CNR2
CNR2 (англ. Cannabinoid receptor 2) – білок, який кодується однойменним геном, розташованим у людей на короткому плечі 1-ї хромосоми. Довжина поліпептидного ланцюга білка становить 360 амінокислот, а молекулярна маса — 39 681.
| 10         |  | 20         |  | 30         |  | 40         |  | 50         |
| ---------- |  | ---------- |  | ---------- |  | ---------- |  | ---------- |
| MEECWVTEIA |  | NGSKDGLDSN |  | PMKDYMILSG |  | PQKTAVAVLC |  | TLLGLLSALE |
| NVAVLYLILS |  | SHQLRRKPSY |  | LFIGSLAGAD |  | FLASVVFACS |  | FVNFHVFHGV |
| DSKAVFLLKI |  | GSVTMTFTAS |  | VGSLLLTAID |  | RYLCLRYPPS |  | YKALLTRGRA |
| LVTLGIMWVL |  | SALVSYLPLM |  | GWTCCPRPCS |  | ELFPLIPNDY |  | LLSWLLFIAF |
| LFSGIIYTYG |  | HVLWKAHQHV |  | ASLSGHQDRQ |  | VPGMARMRLD |  | VRLAKTLGLV |
| LAVLLICWFP |  | VLALMAHSLA |  | TTLSDQVKKA |  | FAFCSMLCLI |  | NSMVNPVIYA |
| LRSGEIRSSA |  | HHCLAHWKKC |  | VRGLGSEAKE |  | EAPRSSVTET |  | EADGKITPWP |
| DSRDLDLSDC |  |            |  |            |  |            |  |            |

A: Аланін

C: Цистеїн

D: Аспарагінова кислота

E: Глутамінова кислота

F: Фенілаланін

G: Гліцин

H: Гістидин

I: Ізолейцин

K: Лізин

L: Лейцин

M: Метіонін

N: Аспарагін

P: Пролін

Q: Глутамін

R: Аргінін

S: Серин

T: Треонін

V: Валін

W: Триптофан

Кодований геном білок за функціями належить до рецепторів, g-білокспряжених рецепторів, білків внутрішньоклітинного сигналінгу, фосфопротеїнів. 
Задіяний у таких біологічних процесах як запальна відповідь, поліморфізм. 
Локалізований у клітинній мембрані, мембрані, клітинних відростках.